# GROM
GROM (polsky celým názvem Jednostka Wojskowa GROM im. Cichociemnych Spadochroniarzy Armii Krajowej) je speciální jednotka Ozbrojených sil Polské republiky, vytvořená 7. července 1990 (vojenská jednotka číslo: 2305).
Jednotka je určena pro provádění speciálních operací, úderných akcí a také protiteroristických operací. Její existence započala v roce 1990, Vyrovná se zahraničním jednotkám, zvláště Spojených států i Velké Británie. Jednotky podobné polské jednotce GROM jsou například americké 1st Special Forces Operational Detachment - Delta (tzv. Delta Force), NSWDG, britská Special Air Service (SAS) nebo izraelská Sayeret Matkal.
GROM podléhá přímým rozkazům velitele Speciálních sil. Je připravena k provádění zvláštních operací v době míru, krizí a válek. Jednotka je předurčena k plnění zvláštních úkolů, především k likvidaci teroristických hrozeb. Hlavní činností je nácvik a provádění zásahů v budovách, autobusech, vlacích, letadlech, na lodích či letištích.
Sídlo jednotky je ve Varšavském Rembertowu. Vodní skupina má základnu u Baltu. Vzor organizační struktury byl přejat z britského 22. pluku SAS a z 1. Special Forces Operational Detachment - Delta.
JW Grom je od začátku plně profesionalizovanou jednotkou. Vojáci jednotky se dělí na několik odborností. Na tak zvané operátory, čili velitele jejímž úkolem je udržovat kolektiv a posilovat morálku apod. Dále jsou tu analytici, elektronici, informatici, specialisté na demoliční práce (Explosives Ordnance Disposal - EOD) i technici. Celá jednotka pracuje kolektivně. Podstatným prvkem je že vojáci GROMu operují zejména ve čtyřčlenných skupinách, které se v případě potřeby mohou sestavit ve větší skupinu. Kolektivy se skládají z dokonale vycvičených vojáků, z niž má každý dvě specializace, np. Velitel, zástupce velitele, radista, Odstřelovač, ženista, zdravotník, řidič. Kromě toho má každý obecné školení. Organizace, akce, úkoly jednotky apod. podléhá utajení.